# 渡辺寿 (陸軍軍人)

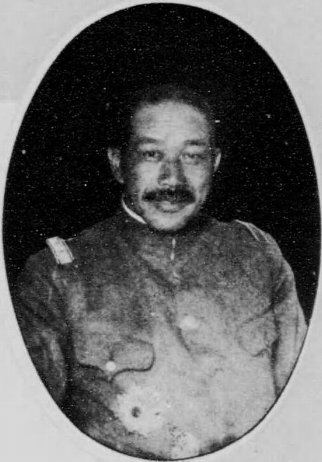
渡辺寿

渡邊 壽（わたなべ ひさし、1874年11月29日 - 1962年1月29日）は、日本陸軍の軍人。最終階級は陸軍中将。

## 経歴
岐阜県出身。渡辺時哉の四男として生れる。陸軍幼年学校を経て、1895年（明治28年）2月、陸軍士官学校（6期）を卒業。同年5月、歩兵少尉に任官し近衛歩兵第3連隊付となる。1902年（明治35年）11月、陸軍大学校（16期）を卒業し、翌月、歩兵第28連隊中隊長に就任。
1903年（明治36年）11月、参謀本部出仕となり、参謀本部員（作戦課）を経て、1904年（明治37年）10月、満州軍参謀として日露戦争に出征。1905年（明治38年）6月、参謀本部員に就任し、同年9月、歩兵少佐に昇進。1909年（明治42年）6月、フランス駐在となり、1911年（明治44年）11月、フランス大使館付武官補佐官に発令され、同年12月、歩兵中佐に進級。1912年（大正元年）11月、歩兵第67連隊付となり、陸軍歩兵学校教官を経て、1915年（大正4年）8月、歩兵大佐に昇進し歩兵学校教育部長に着任。
1917年（大正6年）8月、近衛歩兵第1連隊長に転じ、参謀本部課長を経て、1919年（大正8年）7月、陸軍少将に進級し参謀本部付として欧州に出張し平和条約実施委員を務めた。1920年（大正9年）8月、フランス大使館付武官に就任し、歩兵第23旅団長、歩兵学校長を歴任。1924年（大正13年）1月、教育総監部本部長となり、同年2月、陸軍中将に進んだ。1926年（大正15年）7月、第19師団長に親補され、1929年（昭和4年）8月、予備役編入となった。
1947年（昭和22年）11月28日、公職追放仮指定を受けた。

## 栄典
位階
- 1895年（明治28年）11月15日 - 正八位[2]
- 1897年（明治30年）12月15日 - 従七位[3]
- 1919年（大正8年）9月10日 - 正五位[4]
- 1924年（大正13年）3月29日 - 従四位[5]
- 1929年（昭和4年）9月30日 - 従三位[6]

勲章
- 1915年（大正4年）4月24日 - 勲三等瑞宝章[7]
- 1940年（昭和15年）8月15日 - 紀元二千六百年祝典記念章[8]

## 親族
- 子息 渡辺武男（鉱床学者、学士院会員、東京大学名誉教授）
- 義父 木村有恒（陸軍中将）
- 娘婿 大庭小二郎（陸軍大佐）